# Simone Porzio
Simone Porzio o anche Simone Porta (Napoli, dicembre 1496 o 1497 – Napoli, 27 agosto 1554) è stato un medico e filosofo italiano.

## Biografia
Dopo aver studiato a Pisa sotto la guida di Agostino Nifo, seguì il maestro all'Università di Napoli, guadagnandosi stima e onori da parte degli intellettuali suoi concittadini. 
Scarsa in questi anni la sua produzione, limitata ai libelli sul celibato dei preti (De celibatu), sull'eruzione del Monte Nuovo (De conflagratione agri puteolani) e sul miracoloso caso di digiuno di una ragazza tedesca (De puella germanica).
Nel 1544 lasciò però Napoli, richiamato all'Università di Pisa da parte del duca Cosimo I de' Medici che gli garantì un alto stipendio e il ruolo di sopraordinario.
In quegli anni Porzio compose le sue opere principali, fra cui il trattato di etica An homo bonus, vel malus volens fiat (1551) e in particolare il De mente humana (1551), nel quale sosteneva la mortalità dell'anima secondo un'esegesi alessandrista di Aristotele.
Proprio queste sue dottrine mortaliste, troppo facilmente accostate e sovrapposte a quelle sostenute da Pietro Pomponazzi nel De immortalitate animae (1516), contribuirono a creare una falsa leggenda biografica affermatasi dopo la morte di Porzio, secondo la quale egli sarebbe stato allievo e quindi semplice epigono del Peretto.
In ogni caso, al di là di una innegabile tendenza materialista nella sua esegesi di Aristotele, evidente anche nella sua ultima opera, il De rerum naturalium principiis, la produzione di Porzio è caratterizzata anche da interessi teologici del tutto svincolati dalla filosofia peripatetica e che sono particolarmente evidenti nei due commenti al Pater Noster che compose fra 1538 e 1552, probabilmente non estranei ai fermenti evangelici della riforma italiana.
Porzio tornò a Napoli nel 1552, dove lì morì nel 1554.
Simone Porzio fu il padre dello storico Camillo Porzio.